# Список произведений Франца Шуберта (по жанрам)
Список произведений Франца Шуберта (по жанрам)

## От составителей
1. Ниже следует список сочинений композитора Франца Шуберта, расположенных по жанрам. Основный идентификатор — номер по тематико-хронологическому каталогу сочинений Шуберта, составленному О. Э. Дойчем: Franz Schubert. Neue Ausgabe sämtlicher Werke. Herausgegen von der Internationalen Schubert-Gesellschaft. Thematisches Verzeichnis seiner Werke in chronologischer Folge von Otto Erich Deutsch. Kassel; Basel: Bärenreiter, 1978. При наличии опуса дана также ссылка на номер опуса. Переводы заглавий на русский язык, где возможно, использованы традиционные.
2. Многие песни Шуберт перерабатывал неоднократно (случается 5-6 редакций). Редакции одной и той же песни следует отличать от разных песен, написанных на один и тот же текст (например, D 310, D 359, D 481, D 656, D 877/1, D 877/4). Следует также иметь в виду, что песни с одинаковыми заголовками могут быть написаны на разные тексты (например, «An den Mond», «Sehnsucht», «Sterne», «Wandrers Nachtlied»); отличить их друг от друга помогает инципит (приведён в нижеследующем списке в квадратных скобках для каждой подтекстованной песни).

## Для оркестра

### Симфонии
- D 82 Симфония 1 D-dur (1813)
- D 125 Симфония № 2 B-dur (1814–15)
- D 200 Симфония № 3 D-dur (1815)
- D 417 Симфония № 4 c-moll ("Трагическая", 1816)
- D 485 Симфония № 5 B-dur (1816)
- D 589 Симфония № 6 C-dur ("Малая", 1817–18)
- D 759 Симфония № 8 h-moll ("Неоконченная", 1822)
- D 944 Симфония № 9 C-dur ("Большая", 1825?)

## Для музыкального театра
- Des Teufels Lustschloß (Замок чертовских развлечений?), D 84. Зингшпиль для 3 сопрано, 2 теноров, 3 басов, одного актёра, хора и оркестра (1814)
- Четырехлетний пост (Der vierjährige Posten), D 190. Зингшпиль для сопрано, 3 теноров, баса, актёра, хора и оркестра  (1815)

1. Heiter strahlt der neue Morgen (вступление)
2. Du guter Heinrich! Ach, was wir beide doch glücklich sind! (дуэт)
3. Mag dich die Hoffnung nicht betrügen! (терцет)
4. Freund, eilet euch zu retten! (квартет)
5. Gott! Gott! höre meine Stimme (ария; также в редакции для голоса с фортепиано)
6. Lustig in den Kampf (марш и хор солдат)
7. Um Gotteswillen, er ist verloren! (ансамбль)
8. Schöne Stunde, die uns blendet (финал)

- Фернандо (Fernando), D 220. Зингшпиль для 2 сопрано, тенора, 2 басов, актёра и оркестра (1815)

1. Mutter! Mutter! Wo bist du? (вступление)
2. Läßt mich mein Verbrechen nicht schlafen? (ария)
3. Als einst schon hinter blauer Berge Rücken (романс)
4. Wärst du mir auf immer nicht entrißen (дуэт)
5. Nicht der Erde Schätze lohnen (ария)
6. Vergessen sei, was uns getrennt (дуэт)
7. Auf dich träufle Thauesregen (финал)

- Друзья из Саламанки (Die Freunde von Salamanka), D 326. Зингшпиль для 3 сопрано, 3 теноров, 6 басов, хора и оркестра (1815)
- Волшебная арфа (Die Zauberharfe), D 644. Музыка к пьесе, для тенора, 6 актёров, хора и оркестра (1820). NB! Музыку увертюры к I акту Шуберт использовал в увертюре к «Розамунде» (D 797)
- Братья-близнецы (Die Zwillingsbrüder), D 647. Зингшпиль для сопрано, тенора, 3 басов, хора и оркестра (1819)

Увертюра
1. Verglühet sind die Sterne (вступление)
2. Vor dem Busen möge blühen (дуэт)
3. Der Vater mag wohl immer (ария)
4. Mag es stürmen, donnern (ария)
5. Zu rechter Zeit bin ich gekommen (квартет)
6. Liebe, theure Muttererde (ария)
7. Nur dir will ich gehören (дуэт)
8. Wagen Sie Ihr Wort zu brechen (терцет)
9. Packt ihn, führt ihn vor Gericht (квинтет и хор)
10. Die Brüder haben sich gefunden (заключительный хор)

- Альфонсо и Эстрелла (Alfonso und Estrella), D 732. Опера на либретто Ф. фон Шобера (1821–1822)
- Заговорщики, или Домашняя война (Die Verschworenen, oder Der häusliche Krieg), D 787. Зингшпиль для 4-5 сопрано, 2 меццо-сопрано, 2-3 теноров, 2 басов, хора и оркестра (1823)
- Фьеррабрас, Фьерабрас (Fierabras, Fierrabras), D 796. Опера на либретто Й. Купельвейзера(1823)
- Розамунда, княгиня кипрская (Rosamunde, Fürstin von Zypern), D 797. Музыка к пьесе, для меццо-сопрано, хора и оркестра (1823)

Увертюра (из D 644)
1. Антракт после I акта
2. Балет
3a. Антракт после II акта
3b. Der Vollmond strahlt (романс)
4. In der Tiefe wohnt das Licht (хор духов)
5. Антракт после III акта
6. Пастушьи напевы (Hirtenmelodien)
7. Hier auf den Fluren (хор пастухов)
8. Wie lebt sich's (хор охотников)
9. Балет

## Для фортепиано соло

### Сонаты
Примечание. Нумерация фортепианных сонат Шуберта от издания к изданию различается
- D 537 Соната a-moll, op. posth. 164 (1817)
- D 557 Соната As-dur (1817)
- D 568 Соната Es-dur, op. posth. 122 (1817; 2 редакции)
- D 575 Соната H-dur, op. posth. 147 (1817)
- D 664 Соната A-dur, op. posth. 120 (1819 или 1825)
- D 784 Соната a-moll, op. posth. 143 (1823)
- D 845 Соната a-moll, op. 42 (1825)
- D 850 Соната D-dur Gasteiner, op. 53 (1825)
- D 894 Соната G-dur Fantasie, op. 78 (1826)
- D 958 Соната c-moll (1828)
- D 959 Соната A-dur (1828)
- D 960 Соната B-dur (1828)

### Прочие
- D 277A Менуэт с трио F-dur (1815)
- D 459A Drei Klavierstücke (1816?)
- D 505 Adagio Des-dur (1818?)
- D 506 Рондо E-dur (1817?)
- D 570 Скерцо и Аллегро (1817?)
- D 600 Менуэт cis-moll (1814?)
- D 604 Andante A-dur (1816-17)
- D 610 Трио E-dur (1818)
- D 612 Adagio E-dur (1818)

## Песни для голоса с фортепиано

#### Вокальные циклы и сборники
Примечание. Все циклы / сборники — для голоса (без уточнений) и фортепиано, если не указано иное.
- D 93 Don Gayseros (1815?)
- D 478 Песни арфиста из "Вильгельма Мейстера" Гёте (Gesänge des Harfners aus "Wilhelm Meister"), op. 12 (две редакции, 1816 и 1822)

1. Wer sich der Einsamkeit ergibt / Кто хочет миру чуждым быть[1], известна как Harfenspieler I
2. Wer nie sein Brot mit Thränen ass / Тот, кто свой хлеб в слезах не ел[2], известна как Harfenspieler III[3]
3. An die Türen will ich schleichen / Тихо к двери проскользну я[4], известна как Harfenspieler II[5]

- D 688 Четыре канцоны (Vier Canzonen) (1820)

1. Non t'accostar all'urna (Andante moto)
2. Guarda, che bianca luna (Andante)
3. Da quel sembiante appresi (Allegretto)
4. Mio ben ricordati (Andantino)

- D 795 Прекрасная мельничиха (Die schöne Müllerin), op. 25 (1823)

1. Das Wandern / В путь (букв. «Странствие»)
2. Wohin? / Куда?
3. Halt / Стой!
4. Danksagung an den Bach / Благодарность ручью
5. Am Feierabend / Праздничный вечер
6. Der Neugierige / Любопытство (букв. «Любопытный»)
7. Ungeduld / Нетерпение
8. Morgengruß / Утренний привет
9. Des Müllers Blumen / Цветы мельника
10. Tränenregen / Дождь слёз
11. Mein! / Моя!
12. Pause / Пауза
13. Mit dem grünen Lautenbande / Зелёная лента на лютне
14. Der Jäger / Охотник
15. Eifersucht und Stolz / Ревность и гордость
16. Die liebe Farbe / Любимый цвет
17. Die böse Farbe / Злой цвет
18. Trockne Blumen / Засохшие цветы
19. Der Müller und der Bach / Мельник и ручей
20. Des Baches Wiegenlied / Колыбельная ручья

- D 857 Две сцены из пьесы "Lacrimas", op. posth. 124 (1825)

1. Delphine / Песня Дельфины
2. Florio / Песня Флорио
- D 866 Четыре песни (Vier Refrainlieder), op. 95 (1828?)

1. Die Unterscheidung
2. Bei dir allein
3. Die Männer sind méchant
4. Irdisches Glück / Земное счастье
- D 877 Песни из "Вильгельма Мейстера" Гёте (Gesänge aus "Wilhelm Meister"), op. 62 (1826)

1. Nur wer die Sehnsucht kennt (I) / Нет, только тот, кто знал (I), для вокального дуэта с фортепиано; др. название — Mignon und der Harfner / Миньона и арфист
2. Heiß mich nicht reden / Не спрашивай, не вызывай признанья, для голоса с фортепиано; др. название — Песня Миньоны I (Lied der Mignon)
3. So laßt mich scheinen / Я покрасуюсь в платье белом (Б. Пастернак), для голоса с фортепиано; др. название — Песня Миньоны  II (Lied der Mignon)
4. Nur wer die Sehnsucht kennt (II) / Нет, только тот, кто знал (II), для голоса с фортепиано; др. название — Песня Миньоны III (Lied der Mignon)
- D 902 Три песни (Drei Gesänge) для баса с фортепиано, op. 83 (1827)

1. L'incanto degli occhi (Allegretto)
2. Il traditor deluso (Allegro assai)
3. Il modo di prender moglie (Allegro ma non troppo)
- D 911 Зимний путь (Winterreise), op. 89 (1827)

1. Gute Nacht / Спокойно спи (Доброй ночи)
2. Die Wetterfahne / Флюгер
3. Gefror’ne Thränen / Застывшие слёзы
4. Erstarrung / Оцепенение
5. Der Lindenbaum / Липа
6. Wasserfluth / Водный поток
7. Auf dem Flusse / У ручья
8. Rückblick / Воспоминание
9. Irrlicht / Блуждающий огонёк
10. Rast / Отдых
11. Frühlingstraum / Весенний сон (Весенние грёзы)
12. Einsamkeit / Одиночество
13. Die Post / Почта
14. Der greise Kopf / Седины (Седая голова)
15. Die Krähe / Ворон
16. Letzte Hoffnung / Последняя надежда
17. Im Dorfe / В деревне
18. Der stürmische Morgen / Ненастное утро (Бурное утро)
19. Täuschung / Обман
20. Der Wegweiser / Путевой столб
21. Das Wirtshaus / Постоялый двор
22. Muth / Мужайся!
23. Die Nebensonnen / Мнимые солнца (Ложные солнца)
24. Der Leiermann / Шарманщик (Волынщик)

- D 957 Лебединая песня (Der Schwanengesang; 1828)

1. Liebesbotschaft / Любовное послание (Л. Рельштаб)
2. Kriegers Ahnung / Предчувствие воина (Рельштаб)
3. Frühlingssehnsucht / Желание весны (вар. «Весеннее томление») (Рельштаб)
4. Ständchen / Серенада (Рельштаб)
5. Aufenthalt / Приют (Рельштаб)
6. In der Ferne / Вдали от дома (вар. «На чужбине») (Рельштаб)
7. Abschied / Прощание (Рельштаб)
8. Der Atlas / Атлас (Г. Гейне)
9. Ihr Bild / Её портрет (Гейне)
10. Das Fischermädchen / Рыбачка (Гейне)
11. Die Stadt / Город (Гейне)
12. Am Meer / У моря (Гейне)
13. Der Doppelgänger / Двойник (Гейне)
14. Die Taubenpost[6] / Голубиная почта (И. Г. Зейдль)

#### Для сопрано с фортепиано
- D 78 Ария "Son fra l’onde" (1813)
- D 510 Ария "Vedi quanto adoro" (1816, 4 редакции)
- D 528 Ариетта "La pastorella al prato" (1817)

#### Для баса с фортепиано
- D 44 Totengräberlied / Песня могильщика ['Grabe, Spaten, grabe!'] (1813; 2-я муз. обработка текста)
- D 52 Sehnsucht / Томление ['Ach, aus dieses Tales Gründen'] (1813)
- D 76 Ария "Pensa, che questo istante ['Pensa, che questo istante'] (1813, 2 редакции)
- D 77 Der Taucher / Ныряльщик ['Wer wegt es, Rittersmann oder Knapp'] (1813–1815, 1-я редакция)
- D 104 Die Befreier Europas in Paris / Освободители Европы в Париже ['Sie sind in Paris!'] (1814, 3 редакции)
- D 111 Der Taucher / Ныряльщик ['Wer wegt es, Rittersmann oder Knapp'] (1813–1815, 2-я редакция)
- D 518 An den Tod / К смерти ['Tod, du Schrecken der Natur'] (1816-17)
- D 524 Der Alpenjäger / Альпийский охотник ['Auf hohen Bergesrücken'] (1817, 2-я ред.)
- D 525 Wie Ulfru fischt / Как рыбачит Ульфру ['Der Angel zuckt, die Rute bebt'], op. 21 № 3  (1817, 2 редакции)
- D 526 Fahrt zum Hades / Поездка в ад ['Der Nachen dröhnt'] (1817)
- D 536 Der Schiffer / Паромщик ['Im winde, im Sturme befahr' ich den Fluß'], op. 21 № 2 (1817?, 2 редакции)
- D 553 Auf der Donau / На Дунае ['Auf der Wellen Spiegel'], op. 21 № 1 (1817)
- D 565 Der Strom ['Mein Leben wälzt sich murrend fort'] (1817?)
- D 594 Der Kampf / Битва ['Nein, länger werd’ ich diesen Kampf nicht kämpfen'], op. posth. 110 (1817)
- D 627 Das Abendrot ['Du heilig, glühend Abendrot!'], op. posth. 173 № 6 (1818)
- D 674 Prometheus / Прометей ['Bedecke deinen Himmel, Zeus'] (1819)
- D 716 Grenzen der Menschheit / Границы человечества ['Wenn der uralte heilige Vater'] (1821)
- D 743 Selige Welt ['Ich treibe auf des Lebens Meer'], op. 23 № 2 (1822?)
- D 754 Heliopolis (II) / Гелиополь (II) ['Fels auf Felsen hingewälzet'] (1822)
- D 778 Greisengesang / Песня старика ['Der Frost hat mir bereifet'], op. 60 № 1 (1823, 3 редакции)
- D 778A Die Wallfahrt / Паломничество ['Meine Tränen im Bußgewand'] (1823?)
- D 785 Der zürnende Barde / Рассерженный бард ['Wer wagt’s, wer wagt’s'] (1823)
- D 801 Dithyrambe / Дифирамб ['Nimmer, das glaub mir, erscheinen die Götter'], op. 60 № 2 (1826; 2 редакции)
- D 805 Der Sieg / Победа ['O unbewölktes Leben'] (1824)

#### Для голоса (голосов) с фортепиано
- D 5 Hagars Klage / Жалоба Агари ['Hier am Hügel heißen Sandes'] (1811)
- D 6 Des Mädchens Klage / Жалоба девушки ['Der Eichwald brauset'] (1811-12)
- D 7 Leichenfantasie ['Mit erstorbnem Scheinen'] (1811)
- D 10 Der Vatermörder ['Ein Vater starb von des Sohnes Hand'] (1811)
- D 23 Klaglied ['Meine Ruh’ ist dahin'], op. posth. 131 № 3 (1812)
- D 30 Der Jüngling am Bache ['An der Quelle saß der Knabe'] (1812)
- D 50 Die Schatten ['Freunde, deren Grüfte sich schon bemoosten!'] (1813)
- D 59 Verklärung / Преображение ['Lebensfunke, vom Himmel erglüht'] (1813)
- D 73 Thekla, eine Geisterstimme / Текла. Голос с того света ['Wo ich sei, und wo mich hingewendet'] (1813; 1-я редация)
- D 95 Adelaide / Аделаида ['Einsam wandelt dein Freund'] (1814)
- D 97 Trost. An Elisa / Утешение. К Элизе ['Lehnst du deine bleichgehärmte Wange'] (1814)
- D 98 Erinnerung / Воспоминание ['Am Seegestad, in lauen Vollmondnächten'] (1814; 2 редакции)
- D 99 Andenken ['Ich denke dein, wenn durch den Hain'] (1814)
- D 100 Geisternähe / Близость духов ['Der Dämm’rung Schein durchblinkt den Hain'] (1814)
- D 101 Erinnerung / Воспоминание ['Kein Rosenschimmer leuchtet'] (= Todtenopfer, 1814)
- D 102 Die Betende ['Laura betet!'] (1814)
- D 107 Lied aus der Ferne / Песня издалёка ['Wenn in des Abends letztem Scheine'] (1814, 2 редакции)
- D 108 Der Abend / Вечер ['Purpur malt die Tannenhügel'] (1814)
- D 109 Lied der Liebe / Песня любви ['Durch Fichten am Hügel'] (1814)
- D 113 An Emma / К Эмме ['Weit in nebelgrauer Ferne'], op. 58 № 2 (1814; 3 редакции)
- D 114 Romanze / Романс ['Ein Fräulein klagt’ im finstern Turm'] (1814; 2 редакции)
- D 115 An Laura, als sie Klopstocks Auferstehungslied sang / К Лауре, когда она пела песню Клопштока ['Herzen, die gen Himmel sich erheben'] (1814)
- D 116 Der Geistertanz / Танец духов ['Die bretterne Kammer der Toten erbebt'] (1814)
- D 117 Das Mädchen aus der Fremde ['In einem Tal bei armen Hirten'] (1814)
- D 118 Gretchen am Spinnrade / Гретхен за прялкой ['Meine Ruh’ ist hin, mein Herz ist schwer'], op. 2 (1814)
- D 119 Nachtgesang / Ночная песня ['O! gieb, vom weichen Pfühle'] (1814)
- D 120 Trost in Tränen / Утешение в слезах ['Wie kommt’s, daß du so traurig bist'] (1814)
- D 121 Schäfers Klagelied / Жалобная песня пастуха ['Da droben auf jenem Berge'], op. 3 № 1  (1814, 2 редакции)
- D 122 Ammenlied / Песня кормилицы ['Am hohen, hohen Turm'] (1814)
- D 123 Sehnsucht / Томление ['Was zieht mir das Herz so?'] (1814)
- D 124 Am See / На озере ['Sitz’ ich im Gras am glatten See'] (1814, 2 редакции)
- D 126 Szene aus ‘Faust / Сцена из "Фауста" ['Wie anders, Gretchen, war dir’s'] (1814, 2 редакции)
- D 134 Ballade / Баллада ['Ein Fräulein schaut vom hohen Turm'], op. posth. 126 (1815?)
- D 138 Rastlose Liebe / Неистовая любовь ['Dem Schnee, dem Regen, dem Wind entgegen'], op. 5 № 1 (1815, 2 редакции)
- D 141 Der Mondabend / Вечер под луной ['Rhein und freundlich lacht der Himmel'], op. posth. 131 № 1 (1815)
- D 142 Geistes-Gruß ['Hoch auf dem alten Turme'], op. 92 № 3  (1815-16; 6 редакций)
- D 143 Genügsamkeit ['Dort raget ein Berg aus den Wolken her'], op. posth. 109 № 2  (1815)
- D 149 Der Sänger / Певец ['Was hör’ ich draußen vor dem Tor'], op. posth. 117 (1815, 2 редакции)
- D 150 Lodas Gespenst ['Der bleiche, kalte Mond erhob sich in Osten'] (1816)
- D 151 Auf einen Kirchhof / На погосте ['Sei gegrüßt, geweihte Stille'] (1815)
- D 152 Minona / Миньона ['Wie treiben die Wolden so finster und schwer'] (1815)
- D 153 Als ich sie erröten sah ['All’ mein Wirken, all’ mein Leben'] (1815)
- D 155 Das Bild ['Ein Mädchen ist’s'], op. posth. 165 № 3 (1815)
- D 159 Die Erwartung / Ожидание ['Hör’ ich das Pförtchen nicht gehen?'], op. posth. 116 (1816, 2 редакции)
- D 160 Am Flusse / На реке ['Verfließet, vielgeliebte Lieder'] (1815)
- D 161 An Mignon / К Миньоне ['Über Tal und Fluß getragen'], op. 19 № 2 (1815, 2 редакции)
- D 162 Nähe des Geliebten / Близость любимого ['Ich denke dein, wenn mir der Sonne Schimmer'], op. 5 № 2 (1815, 2 редакции)
- D 163 Sängers Morgenlied I / Утренняя песня певца ['Süßes Licht! aus goldenen Pforten'] (1815)
- D 165 Sängers Morgenlied II ['Süßes Licht! aus goldenen Pforten'] (1815)
- D 166 Amphiaraos / Амфиарай ['Vor Thebens siebenfach gähnenden Toren'] (1815)
- D 170 Schwertlied / Песня меча, для голоса, хора и фортепиано (Körner)
- D 171 Gebet während der Schlacht / Молитва во время битвы ['Vater, ich rufe dich!'] (1815, 2 редакции)
- D 174 Das war ich ['Jüngst träumte mir'] (1815, 2 редакции)
- D 176 Die Sterne / Звезды ['Was funkelt ihr so mild mich an?'] (1815)
- D 177 Vergebliche Liebe / Напрасная любовь ['Ja, ich weiß es, diese treue Liebe'], op. posth. 173 № 3  (1815)
- D 179 Liebesrausch / Запах любви ['Dir, Mädchen, schlägt mit leisem Beben'] (1815)
- D 180 Sehnsucht der Liebe / Томление любви ['Wie die Nacht mit heil’gem Beben'] (1815)
- D 182 Die erste Liebe / Первая любовь ['Die erste Liebe füllt das Herz'] (1815)
- D 186 Die Sterbende / Умирающая ['Heil! dies ist die letzte Zähre'] (1815)
- D 187 Stimme der Liebe / Голос любви ['Abendgewölke schweben hell'] (1815)
- D 188 Naturgenuß ['Im Abendschimmer wallt der Quell'] (1815)
- D 189 An die Freude / Ода к радости (Шиллер; 1815)
- D 190 Из зингшпиля "Der vierjährige Posten": Ария "Gott! Gott! höre meine Stimme" (редакция для голоса с фортепиано; 1815)
- D 191 Des Mädchens Klage / Жалоба девушки ['Der Eichwald braust'], op. 58 № 3 (1815; 2 редакции)
- D 192 Der Jüngling am Bache / Юноша у ручья ['An der Quelle saß der Knabe'] (1815)
- D 193 An den Mond / К луне ['Geuß, lieber Mond, geuß deine Silberflimmer'], op. 57 № 3 (1815, 2 редакции)
- D 194 Die Mainacht / Майская ночь ['Wann der silberne Mond'] (1815)
- D 195 Amalia / Амалия ['Schön wie Engel voll Walhallas Wonne'], op. posth. 173 № 1 (1815)
- D 196 An die Nachtigall / К соловью ['Geuß nicht so laut der liebentflammten Lieder'], op. posth. 172 № 3 (1815)
- D 197 An die Apfelbäume, wo ich Julien erblickte / К яблоням ['Ein heilig Säuseln und ein Gesangeston'] (1815)
- D 198 Seufzer ['Die Nachtigall singt überall'] (1815)
- D 206 Liebeständelei ['Süßes Liebchen, komm zu mir!'] (1815)
- D 207 Der Liebende / Влюблённый ['Beglückt, beglückt, wer dich erblickt'] (1815)
- D 208 Die Nonne / Монахиня ['Es liebt’ in Welschland irgendwo'] (1815, 2 редакции)
- D 209 Der Liedler ['Gib, Schwester, mir die Harf herab'], op. 38 (1815)
- D 210 Die Liebe / Любовь ['Freudvoll und leidvoll, gedankenvoll sein'] (= Klärchens Lied, 1815)
- D 211 Adelwold und Emma / Адельвольд и Эмма ['Hoch, und ehern schier von Dauer'] (1815)
- D 213 Der Traum ['Mir träumt’ ich war ein Vögelein'], op. posth. 172 № 1 (1815)
- D 214 Die Laube ['Nimmer werd’ ich, nimmer dein vergessen'], op. posth. 172 № 2 (1815)
- D 215 Jägers Abendlied / Вечерняя песня охотника ['Im Felde schleich’ ich still und wild'] (1815)
- D 216 Meeres Stille / Морская тишь ['Tiefe Stille herrscht im Wasser'], op. 3 № 2 (1815, 2 редакции)
- D 217 Kolmas Klage / Жалоба Кольмы ['Rund um mich Nacht'] (1815)
- D 218 Grablied ['Er fiel den Tod fürs Vaterland'] (1815)
- D 219 Das Finden ['Ich hab’ ein Mädchen funden'] (1815)
- D 221 Der Abend / Вечер ['Der Abend blüht'], op. posth. 118 № 2  (1815)
- D 222 Lieb Minna ['Schwüler Hauch weht mir herüber'] (1815)
- D 224 Wandrers Nachtlied / Ночная песня странника ['Der du von dem Himmel bist'], op. 4 № 3 (1815)
- D 225 Der Fischer / Рыбак ['Das Wasser rauscht’, das Wasser schwoll'], op. 5 № 3  (1815, 2 редакции)
- D 226 Erster Verlust ['Ach, wer bringt die schönen Tage'], op. 5 № 4 (1815)
- D 227 Idens Nachtgesang ['Vernimm es, Nacht'] (1815)
- D 228 Von Ida ['Der Morgen blüht, der Osten glüht'] (1815)
- D 229 Die Erscheinung ['Ich lag auf grünen Matten'], op. 108 № 3 (1815)
- D 230 Die Täuschung ['Im Erlenbusch, im Tannerhain'], op. posth. 165 № 4 (1815)
- D 231 Das Sehnen ['Wehmut, die mich hüllt'], op. posth. 172 № 4 (1815)
- D 233 Geist der Liebe ['Wer bist du, Geist der Liebe'], op. posth. 118 № 1 (1815)
- D 234 Tischlied ['Mich ergreift, ich weiß nicht wie, himmlisches Behagen'], op. posth. 118 № 3  (1815)
- D 235 Abends unter der Linde I / Вечерами под липой ['Woher, o namenloses Sehnen'] (1815)
- D 237 Abends unter der Linde II / Вечерами под липой ['Woher, o namenloses Sehnen'] (1815; 2 редакции)
- D 238 Die Mondnacht / Лунная ночь ['Siehe, wie die Mondesstrahlen'] (1815)
- D 240 Huldigung / Клятва ['Ganz verloren, ganz versunken in dein Anschaun'] (1815)
- D 241 Alles um Liebe / Всё ради любви ['Was ist es, das die Seele füllt?'] (1815)
- D 246 Die Bürgschaft / Порука ['Zu Dionys, dem Tyrannen'] (1815)
- D 247 Die Spinnerin / Пряха ['Als ich still und ruhig spann'], op. posth. 118 № 6  (1815)
- D 248 Lob des Tokayers / Хвала токайскому ['O köstlicher Tokayer, o königlicher Wein'], op. posth. 118 № 4 (1815)
- D 250 Das Geheimnis / Тайна ['Sie konnte mir kein Wörtchen sagen'] (1815)
- D 251 Hoffnung / Надежда ['Es reden und träumen die Menschen viel'] (1815)
- D 252 Das Mädchen aus der Fremde / Девушка издалека ['In einem Tal bei armen Hirten'] (1815)
- D 253 Punschlied. Im Norden zu singen / Песня за пуншем ['Auf der Berge freien Höhen'] (1815, 1-я ред.)
- D 254 Der Gott und die Bajadere / Бог и баядерка ['Mahadöh, der Herr der Erde'] (1815)
- D 255 Der Rattenfänger / Крысолов ['Ich bin der wohlbekannte Sänger'] (1815)
- D 256 Der Schatzgräber / Искатель сокровищ (Кладоискатель) ['Arm am Beutel, krank am Herzen'] (1815)
- D 257 Heidenröslein / Дикая розочка ['Sah ein Knab’ ein Röslein stehn'], op. 3 № 3 (1815)
- D 258 Bundeslied ['In allen guten Stunden'] (1815)
- D 259 An den Mond / К луне ['Füllest wieder Busch und Tal'] (1815)
- D 260 Wonne der Wehmut / Блаженная тоска ['Trocknet nicht'], op. posth. 115 № 2 (1815)
- D 261 Wer kauft Liebesgötter? / Кто купит богов любви? ['Von allen schönen Waren'] (1815, 2 редакции)
- D 262 Die Fröhlichkeit ['Wess’ Adern leichtes Blut durchspringt'] (1815)
- D 263 Cora an die Sonne / Обращение Коры к солнцу ['Nach so vielen trüben Tagen'] (1815)
- D 264 Der Morgenkuß / Утренний поцелуй ['Durch eine ganze Nacht sich nah zu sein'] (1815, 2 редакции)
- D 265 Abendständchen. An Lina / Вечерняя серенада. К Лине ['Sei sanft wie ihre Seele'] (1815)
- D 266 Morgenlied / Утренняя песня ['Willkommen, rotes Morgenlicht!'] (1815)
- D 270 An die Sonne / К солнцу ['Sinke, liebe Sonne'], op. posth. 118 № 5 (1815)
- D 271 Der Weiberfreund / Дамский угодник ['Noch fand von Evens Töchterscharen ich keine'] (1815)
- D 272 An die Sonne ['Königliche Morgensonne'] (1815)
- D 273 Lilla an die Morgenröte ['Wie schön bist du, du güldne Morgenröte'] (1815)
- D 274 Tischlerlied ['Mein Handwerk geht durch alle Welt'] (1815, 2 редакции)
- D 275 Totenkranz für ein Kind ['Sanft wehn, im Hauch der Abendluft'] (1815)
- D 276 Abendlied ['Groß und rotenflammet'] (1815)
- D 278 Ossians Lied nach dem Falle Nathos ['Beugt euch aus euren Wolken nieder'] (1815; 3 редакции)
- D 280 Das Rosenband ['Im Frühlingsgarten fand ich sie'] (1815)
- D 281 Das Mädchen von Inistore ['Mädchen Inistores, wein auf dem Felsen'] (1815, 2 редакции)
- D 282 Cronnan ['Ich sitz’ bei der moosigten Quelle'] (1815, 2 редакции)
- D 283 An den Frühling ['Willkommen, schöner Jüngling!'], op. posth. 172 № 5 (1815)
- D 284 Lied / Песня ['Es ist so angenehm, so süß'] (1815)
- D 285 Furcht der Geliebten/An Cidli ['Cidli, du weinest'] (1815, 2 редакции)
- D 286 Selma und Selmar ['Weine du nicht'] (1815, 2 редакции)
- D 287 Vaterlandslied ['Ich bin ein deutsches Mädchen'] (1815, 2 редакции)
- D 288 An Sie ['Zeit, Verkündigerin der besten Freuden'] (1815)
- D 289 Die Sommernacht ['Wenn der Schimmer von dem Monde'] (1815, 2 редакции)
- D 290 Die frühen Gräber ['Willkommen, o silberner Mond'] (1815)
- D 291 Dem Unendlichen ['Wie erhebt sich das Herz'] (1815, 3 редакции)
- D 293 Shilric und Vinvela ['Mein Geliebter ist ein Sohn des Hügels'] (1815, 2 редакции)
- D 295 Hoffnung ['Schaff, das Tagwerk meiner Hände'] (1815-16, 2 редакции)
- D 296 An den Mond ['Füllest wieder Busch und Tal'] (1815-16)
- D 297 Augenlied ['Süße Augen, klare Bronnen!'] (1817?, 2 редакции)
- D 298 Liane ['Hast du Lianen nicht gesehen?'] (1815)
- D 300 Der Jüngling an der Quelle ['Leise, rieselnder Quell'] (1816-17)
- D 301 Lambertine ['O Liebe, die mein Herz erfüllet'] (1815)
- D 302 Labetrank der Liebe ['Wenn im Spiele leiser Töne'] (1815)
- D 303 An die Geliebte ['O, daß ich dir vom stillen Auge'] (1815)
- D 304 Wiegenlied ['Schlumm’re sanft! Noch an dem Mutterherzen'] (1815)
- D 305 Mein Gruß an den Mai ['Sei mir gegrüßt, o Mai'] (1815)
- D 306 Skolie ['Laßt im Morgenstrahl des Mai’n'] (1815)
- D 307 Die Sternenwelten ['Oben drehen sich die großen unbekannten Welten dort'] (1815)
- D 308 Die Macht der Liebe ['Überall, wohin mein Auge blicket'] (1815)
- D 309 Das gestörte Glück ['Ich hab’ ein hießes junges Blut'] (1815)
- D 310 Sehnsucht / Томление ['Nur wer die Sehnsucht kennt' / Нет, только тот, кто знал (Л. Мей)] (1815; 2 редакции)
- D 312 Hektors Abschied / Прощание Гектора ['Will sich Hektor ewig von mir wenden'], для мужского и женского голосов и фортепиано; op. 58 № 1 (1815, 2 редакции)
- D 313 Die Sterne ['Wie wohl ist mir im Dunkeln!'] (1815)
- D 314 Nachtgesang ['Tiefe Feier schauert um die Welt'] (1815, 2 редакции)
- D 315 An Rosa I ['Warum bist du nicht hier'] (1815, 2 редакции)
- D 316 An Rosa II ['Rosa, denskt du an mich?'] (1815, 2 редакции)
- D 317 Idens Schwanenlied ['Wie schaust du aus dem Nebelflor'] (1815, 2 редакции)
- D 318 Schwangesang ['Endlich stehn die Pforten offen'] (1815)
- D 319 Luisens Antwort ['Wohl weinen Gottes Engel'] (1815, 2 редакции)
- D 320 Der Zufriedene ['Zwar schuf das Glück hienieden'] (1815)
- D 321 Mignon / Миньона ['Kennst du das Land' / Ты знаешь край] (1815, 2 редакции)
- D 322 Hermann und Thusnelda ['Ha, dort kömmt er'] (1815, 2 редакции)
- D 323 Klage der Ceres ['Ist der holde Lenz erschienen?'] (1816)
- D 325 Harfenspieler / Арфист ['Wer sich der Einsamkeit ergibt' / Кто хочет миру чуждым быть] (1815)[7]
- D 328 Der Erlkönig / Лесной царь ['Wer reitet so spät durch Nacht und Wind?'], op. 1 (1815, 4 редакции)
- D 331 Der Entfernten / Далекой (возлюбленной), для вокального квартета, D 331 (Залис-Зейвис). 1-я муз. обработка текста
- D 342 An mein Klavier ['Sanftes Klavier, welche Entzückungen schaffest du mir'] (= Seraphine an ihr Klavier / Серафина за фортепиано; ок. 1816)
- D 343 Am Tage Aller Seelen ['Ruhn in Frieden alle Seelen'] (= Litanei auf das Fest Aller Seelen / Литания на Праздник всех душ[8]; 1816; 2 редакции)
- D 344 Am ersten Maimorgen ['Heute will ich fröhlich sein'] (1816?)
- D 350 Der Entfernten / Далекой (возлюбленной) ['Wohl denk’ ich allenthalben'] (1816?). 2-я муз. обработка текста
- D 351 Fischerlied / Песня рыбака ['Das Fischergewerbe gibt rüstigen Mut'][9] (1816?)
- D 358 Die Nacht / Ночь ['Du verstörst uns nicht, o Nacht!'] (1816, 2 редакции)
- D 359 Sehnsucht / Томление ['Nur wer die Sehnsucht kennt' / Нет, только тот, кто знал (Л. Мей)] (= Lied der Mignon / Песня Миньоны, 1816)
- D 360 Lied eines Schiffers an die Dioskuren ['Dioskuren, Zwillingssterne'] / Песня моряка к Диоскурам, op. 65 № 1  (1816)
- D 361 Am Bach im Frühling / У ручья весной ['Du brachst sie nun, die kalte Rinde'], op. posth. 109 № 1 (1816, 2 редакции)
- D 362 Zufriedenheit / Удовлетворение ['Ich bin vergnügt'] (1816?)
- D 367 Der König in Thule / Король в Фуле ['Es war ein König in Thule'], op. 5 № 5 (1816)
- D 368 Jägers Abendlied ['Im Felde schleich’ ich still und wild'], op. 3 № 4 (1816?, 2 редакции)
- D 369 An Schwager Kronos / Вознице Кроносу ['Spute dich, Kronos!'], op. 19 № 1 (1816)
- D 371 Klage / Жалоба ['Trauer umfließt mein Leben'] (1816, 2 редакции)
- D 372 An die Natur ['Süße, heilige Natur'] (1816, 2 редакции)
- D 373 Lied (Mutter geht durch ihre Kammern) ['Mutter geht durch ihre Kammern'] (1816?)
- D 375 Der Tod Oskars ['Warum öffnest du wieder'] (1816)
- D 381 Morgenlied / Утренняя песня ['Die frohe, neubelebte Flur'] (1816)
- D 382 Abendlied / Вечерняя песня ['Sanft glänzt die Abendsonne'] (1816)
- D 388 Laura am Klavier / Лаура у клавира ['Wenn dein Finger durch die Saiten meistert'] (1816, 2 редакции)
- D 389 Des Mädchens Klage / Жалоба девушки ['Der Eichwald braust'] (1816)
- D 390 Entzückung an Laura ['Laura, über diese Welt'] (1816)
- D 391 Die vier Weltalter / Четыре возраста ['Wohl perlet im Glase'], op. posth. 111 № 3 (1816)
- D 392 Pflügerlied ['Arbeitsam und wacker'] (1816)
- D 393 Die Einsiedelei ['Es rieselt, klar und wehend'] (1816)
- D 394 An die Harmonie / К гармонии ['Schöpferin beseelter Töne!'] (= Gesang an die Harmonie / Песня к гармонии, 1816)
- D 395 Lebens-Melodien ['Auf den Wassern wohnt mein stilles Leben'], op. posth. 111 № 2 (1816)
- D 397 Ritter Toggenburg ['Ritter, treue Schwesterliebe'] (1816, 2 редакции)
- D 398 Frühlingslied / Весенняя песня ['Die Luft ist blau'] (1816)
- D 399 Auf den Tod einer Nachtigall / На смерть соловья ['Sie ist dahin'] (1816)
- D 400 Die Knabenzeit ['Wie glücklich, wem das Knabenkleid'] (1816)
- D 401 Winterlied / Зимняя песня ['Keine Blumen blühn'] (1816)
- D 402 Der Flüchtling / Беглец ['Frisch atmet des Morgens lebendiger Hauch'] (1816)
- D 403 Lied / Песня ['In’s stille Land'] (1816, 4 редакции)
- D 404 Die Herbstnacht / Осенняя ночь ['Mit leisen Harfentönen'] (= Die Wehmuth; 1816, 2 редакции)
- D 405 Der Herbstabend / Осенний вечер ['Abendglockenhalle zittern'] (1816, 2 редакции)
- D 406 Abschied von der Harfe / Прощание с арфой ['Noch einmal tön, o Harfe'] (1816, 2 редакции)
- D 409 Die verfehlte Stunde ['Quälend ungestilltes Sehnen'] (1816, 2 редакции)
- D 410 Sprache der Liebe / Язык любви ['Laß dich mit gelinden Schlägen rühren'], op. posth. 115 № 3 (1816)
- D 411 Daphne am Bach / Дафна у ручья ['Ich hab’ ein Bächlein funden'] (1816)
- D 412 Stimme der Liebe / Голос любви ['Meine Selinde'] (1816, 2 редакции)
- D 413 Entzückung ['Tag voll Himmel!'] (1816)
- D 414 Geist der Liebe / Дух любви ['Der Abend schleiert Flur und Hain'] (1816)
- D 415 Klage / Жалоба ['Die Sonne steigt, die Sonne sinkt'] (1816)
- D 418 Stimme der Liebe / Голос любви ['Abendgewölke schweben hell'] (= Abendgewölke / Вечерние облака, 1816)
- D 419 Julius an Theone ['Nimmer, nimmer darf ich dir gestehen'] (1816)
- D 429 Minnelied ['Holder klingt der Vogelsang'] (1816)
- D 430 Die frühe Liebe ['Schon im bunten Knabenkleide'] (1816, 2 редакции)
- D 431 Blumenlied ['Es ist ein halbes Himmelreich'] (1816)
- D 432 Der Leidende ['Nimmer trag’ ich langer'] (= Klage; 1816; 3 редакции)
- D 433 Seligkeit ['Freuden sonder Zahl'] (1816)
- D 434 Erntelied ['Sicheln Schallen, Ähren fallen'] (1816)
- D 436 Klage / Жалоба ['Dein Silber schien durch Eichengrün'] (1816; 2 редакции, ср. D 437)
- D 442 Das große Halleluja ['Ehre sei dem Hocherhabnen']; редакция (1816)
- D 443 Schlachtlied ['Mit unserm Arm ist nichts getan']; (= Schlachtgesang, 1816)
- D 444 Die Gestirne ['Es tönet sein Lob'] (1816)
- D 445 Edone ['Dein süßes Bild, Edone'] (1816)
- D 446 Die Liebesgötter / Боги любви ['Cypris, meiner Phyllis gleich'] (1816)
- D 447 An den Schlaf ['Komm und senke die umflorten Schwingen'] (1816)
- D 448 Gott im Frühlinge ['In seinem schimmernden Gewand'] (1816, 2 редакции)
- D 449 Der gute Hirt ['Was sorgest du?'] (1816, 2 редакции)
- D 450 Fragment aus dem Aeschylus / Фрагмент из Эсхила ['So wird der Mann'] (1816, 2 редакции)
- D 454 Grablied auf einen Soldaten ['Zieh hin, du braver Krieger du!'] (1816)
- D 455 Freude der Kinderjahre ['Freude, die im frühen Lenze'] (1816)
- D 456 Das Heimweh / Тоска по родине ['Oft in einsam stillen Stunden'] (1816)
- D 458 Aus Diego Manazares. Ilmerine ['Wo irrst du durch einsame Schatten'] (1816)
- D 462 An Chloen / К Хлое ['Bei der Liebe reinsten Flammen'] (1816)
- D 463 Hochzeit-Lied / Свадебная песня ['Will singen euch im alten Ton'] (1816)
- D 464 In der Mitternacht / В полночь ['Todesstille deckt das Tal'] (1816)
- D 465 Trauer der Liebe ['Wo die Taub’ in stillen Buchen'] (1816, 2 редакции)
- D 466 Die Perle ['Es ging ein Mann zur Frühlingszeit'] (1816)
- D 468 An den Mond ['Was schauest du so hell'] (1816)
- D 473 Liedesend ['Auf seinem gold’nen Throne'] (1816, 2 редакции)
- D 474 Lied des Orpheus, als er in die Hölle ging / Песня Орфея, когда он спускался в ад ['Wälze dich hinweg'] (1816, 2 редакции)
- D 475 Abschied / Прощание ['Über die Berge zieht ihr fort'] (= Abschied. Nach einer Wallfahrts-Arie bearbeitet, 1816)
- D 476 Rückweg ['Zum Donaustrom, zur Kaiserstadt'] (1816)
- D 477 Alte Liebe rostet nie ['Alte Liebe rostet nie'] (1816)
- D 481 Sehnsucht / Томление ['Nur wer die Sehnsucht kennt' / Нет, только тот, кто знал (Л. Мей)] (= Песня Миньоны; 1816)
- D 482 Der Sänger am Felsen ['Klage, meine Flöte, klage'] (1816)
- D 483 Lied (Ferne von der großen Stadt) ['Ferne von der großen Stadt'] (1816)
- D 489 Der Wanderer / Скиталец ['Ich komme vom Gebirge her'] (= Der Unglückliche; 1816; 3 редакции)
- D 490 Der Hirt ['Du Turm, zu meinem Leide'] (1816)
- D 491 Geheimnis ['Sag an, wer lehrt dich Lieder'] (1816)
- D 492 Zum Punsche ['Woget brausend, Harmonien'] (1816)
- D 495 Abendlied der Fürstin ['Der Abend rötet nun das Tal'] (1816)
- D 496 Bei dem Grabe meines Vaters ['Friede sei um diesen Grabstein her!'] (1816; 2 редакции)
- D 497 An die Nachtigall ['Er liegt und schläft'], op. 98 № 1  (1816)
- D 498 Wiegenlied ['Schlafe, schlafe, holder süßer Knabe'], op. 98 № 2 (1816)
- D 499 Abendlied / Вечерняя песня ['Der Mond is aufgegangen'] (1816)
- D 500 Phidile / Первая встреча ['Ich war erst sechzehn Sommer alt'][10] (1816)
- D 501 Zufriedenheit ['Ich bin vergnügt'] (1816; 2 редакции)
- D 502 Herbstlied ['Bunt sind schon die Wälder'] (1816)
- D 503 Mailied / Майская песня ['Grüner wird die Au'] (1816)
- D 504 Am Grabe Anselmos ['Daß ich dich verloren habe'], op. 6 № 3 (1816, 2 редакции)
- D 507 Skolie / Сколий ['Mädchen entsiegelten, Brüder, die Flaschen'] (1816)
- D 508 Lebenslied / Песня жизни ['Kommen und Scheiden'] (1816)
- D 509 Leiden der Trennung / Горечь расставания ['Vom Meere trennt sich die Welle'] (1816, 2 редакции)
- D 514 Die abgeblühte Linde ['Wirst du halten, was du schwurst'], op. 7 № 1 (1817?)
- D 515 Der Flug der Zeit / Бег времени ['Es floh die Zeit im Wirbelfluge'], op. 7 № 2 (1817?)
- D 516 Sehnsucht / Томление ['Der Lerche wolkennahe Lieder'], op. 8 № 2 (1816?)
- D 517 Der Schäfer und der Reiter / Пастух и всадник ['Ein Schäfer saß im Grünen'], op. 13 № 1  (1817)
- D 519 Die Blumensprache / Язык цветов ['Es deuten die Blumen'], op. posth. 173 № 5 (1817?)
- D 520 Frohsinn / Веселое настроение ['Ich bin von lockerem Schlage'] (1817, 2 редакции)
- D 521 Jagdlied / Охотничья песня ['Trarah! Trarah! Wir kehren daheim'], для мужского вокального секстета и фортепиано (1817)
- D 522 Die Liebe / Любовь ['Wo weht der Liebe hoher Geist?'] (1817)
- D 523 Trost / Утешение ['Nimmer lange weil’ ich hier'] (1817)
- D 524 Der Alpenjäger / Альпийский охотник ['Auf hohen Bergesrücken'], op. 13 № 3 (1817, 3 редакции)
- D 527 Schlaflied ['Es mahnt der Wald'], op. 24 № 2 (= Abendlied = Schlummerlied; 1817, 2 редакции)
- D 530 An eine Quelle / К источнику ['Du kleine grünumwachs’ne Quelle'], op. posth. 109 № 3 (1817)
- D 531 Der Tod und das Mädchen / Смерть и девушка ['Vorüber, ach vorüber'], op. 7 № 3 (1817)
- D 533 Täglich zu singen / Петь ежедневно ['Ich danke Gott und freue mich'] (1817)
- D 534 Die Nacht / Ночь ['Die Nacht ist dumpfig und finster'] (1817)
- D 539 Am Strome / У реки ['Ist mir’s doch, als sei mein Leben'], op. 8 № 4 (1817)
- D 540 Philoktet / Филоктет ['Da sitz’ ich ohne Bogen'] (1817)
- D 541 Memnon / Мемнон ['Den Tag hindurch nur einmal mag ich sprechen'], op. 6 № 1 (1817)
- D 542 Antigone und Oedip / Антигона и Эдип, для мужского и женского голосов с фортепиано (Майрхофер; 1817)
- D 543 Auf dem See / На озере ['Und frische Nahrung'], op. 92 № 2 (1817, 2 редакции)
- D 544 Ganymed / Ганимед ['Wie im Morgenglanze'], op. 19 № 3 (1817)
- D 545 Der Jüngling und der Tod / Юноша и смерть ['Die Sonne sinkt, o könnt ich'] (1817, 2-я ред.)
- D 546 Trost im Liede / Утешение в песне ['Braust des Unglücks Sturm empor'], op. posth. 101 № 3 (1817, 2 редакции)
- D 547 An die Musik / К музыке ['Du holde Kunst'], op. 88 № 4 (1817, 2 редакции)
- D 548 Orest auf Tauris / Орест в Тавриде ['Ist dies Tauris'] (1817)
- D 550 Die Forelle / Форель ['In einem Bächlein helle'], op. 32 (1816–1821, 5 редакций)
- D 551 Pax vobiscum ['Der Friede sei mit euch!'] (1817)
- D 552 Hänflings Liebeswerbung ['Ahidi! ich liebe'], op. 20 № 3 (1817, 2 редакции)
- D 554 Uraniens Flucht ['Laßt uns, ihr Himmlischen, ein Fest begehen!'] (1817)
- D 558 Liebhaber in allen Gestalten / Любовник во всех обличьях ['Ich wollt’, ich wär’ ein Fisch'] (1817)
- D 559 Schweizerlied / Швейцарская песня ['Uf’m Bergli bin i g’sässe'] (1817)
- D 560 Der Goldschmiedsgesell / Ювелирный подмастерье ['Es ist doch meine Nachbarin'] (1817)
- D 561 Nach einem Gewitter / После грозы ['Auf den Blumen'] (1817)
- D 562 Fischerlied / Песня рыбака ['Das Fischergewerbe gibt rüstigen Mut!'][11] (1817)
- D 563 Die Einsiedelei / Уединение / Затворничество ['Es rieselt, klar und wehend'] (1817)
- D 569 Das Grab / Могила ['Das Grab ist tief und stille'], для хора без сопровождения (4-я муз. обработка текста, 1817)
- D 573 Iphigenia / Ифигения ['Blüht denn hier an Tauris Strande'], op. 98 № 3 (1817, 2 редакции)
- D 578 Abschied / Прощание ['Lebe wohl! Du lieber Freund!'] (1817)
- D 579 Der Knabe in der Wiege / Дитя в колыбели ['Er schläft so süß'] (1817)
- D 579A Vollendung ['Wenn ich einst das Ziel errungen habe'] [ранее D 989] (1817)
- D 579B Die Erde / Земля ['Wenn sanft entzückt mein Auge sieht'] [ранее D 989A] (1817)
- D 583 Gruppe aus dem Tartarus / Группа из Тартара ['Horch, wie Murmeln des empörten Meeres'], op. 24 № 1 (1817)
- D 584 Elysium / Элизий ['Vorüber die stöhnende Klage!'] (1817)
- D 585 Atys ['Der Knabe seufzt übers grüne Meer'] (1817)
- D 586 Erlafsee ['Mir ist so wohl, so weh’'], op. 8 № 3 (1817)
- D 587 (ранее D 245) An den Frühling / К весне ['Willkommen, schöner Jüngling!'] (1817; 2 редакции)
- D 588 Der Alpenjäger / Альпийский охотник ['Willst du nicht das Lämmlein hüten?'], op. 37 № 2 (1817, 2 редакции)
- D 595 Thekla (eine Geisterstimme) / Текла. Голос с того света ['Wo ich sei und wo mich hingewendet'], op. 88 № 2 (1817; 2-я редакция)
- D 611 Auf der Riesenkoppe ['Hoch auf dem Gipfel deiner Gebirge'] (1818)
- D 614 An den Mond in einer Herbstnacht ['Freundlich ist dein Antlitz'] (1818)
- D 616 Grablied für die Mutter ['Hauche milder, Abendluft'] (1818)
- D 620 Einsamkeit ['Gib mir die Fülle der Einsamkeit!'] (1818)
- D 622 Der Blumenbrief ['Euch Blümlein will ich senden'] (1818)
- D 623 Das Marienbild ['Sei gegrüßt, du Frau der Huld'] (1818)
- D 626 Blondel zu Marien / Обращение Блонделя к Деве Марии ['In düstrer Nacht'] (1818)
- D 628 Sonett ['Apollo, lebet noch dein hold Verlangen'] (= Sonett I; 1818)
- D 629 Sonett ['Allein, nachdenklich, wie gelähmt vom Krampfe'] (= Sonett II; 1818)
- D 630 Sonett ['Nunmehr, da Himmel, Erde schweigt'] (= Sonett III; 1818)
- D 631 Blanka / Бланка ['Wenn mich einsam Lüfte fächeln'] (= Das Mädchen; 1818)
- D 632 Vom Mitleiden Mariä ['Als bei dem Kreuz Maria stand'] (1818)
- D 633 Der Schmetterling ['Wie soll ich nicht tanzen'], op. 57 № 1 (1819, 1823?)
- D 634 Die Berge ['Sieht uns der Blick gehoben'], op. 57 № 2 (1819, 1823?)
- D 636 Sehnsucht / Томление ['Ach, aus dieses Tales Gründen'] (1821?; 2 редакции)
- D 636 Sehnsucht / Томление ['Ach, aus dieses Tales Gründen'], op. 39 (1821?; 3-я ред.)
- D 637 Hoffnung / Надежда ['Es reden und träumen die Menschen viel'], op. 87 № 2 (ca. 1819)
- D 638 Der Jüngling am Bache / Юноша у ручья ['An der Quelle saß der Knabe'], op. 87 № 3 (1819; 2 редакции)
- D 639 (ранее D 949) Widerschein / Отблеск ['Fischer harrt am Brückenbogen'] (1820, 2 редакции)
- D 646 Die Gebüsche ['Es wehet kühl und leise'] (1819)
- D 649 Der Wanderer / Скиталец ['Wie deutlich des Mondes Licht zu mir spricht'], op. 65 № 2 (1819, 2 редакции)
- D 650 Abendbilder ['Still beginnt’s im Hain zu tauen'] (1819)
- D 651 Himmelsfunken ['Der Odem Gottes weht'] (1819)
- D 652 Das Mädchen / Девушка ['Wie so innig, möcht ich sagen'] (1819, 2 редакции)
- D 653 Bertas Lied in der Nacht / Песня Берты в ночи ['Nacht umhüllt mit wehendem Flügel'] (1819)
- D 654 An die Freunde / К друзьям ['Im Wald, im Wald, da grabt mich ein'] (1819)
- D 658 Geistliches Lied / Духовная песня ['Ich sehe dich in tausend Bildern'] (= Marie; 1819?)
- D 659 Hymne / Гимн ['Wenige wissen das Geheimnis der Liebe'] (= Hymne I; 1819)
- D 660 Geistliches Lied / Духовная песня ['Wenn ich ihn nur habe'] (= Hymne II; 1819)
- D 661 Geistliches Lied / Духовная песня ['Wenn alle untreu werden'] (= Hymne III; 1819)
- D 662 Geistliches Lied / Духовная песня ['Ich sag’ es jedem, daß er lebt'] (= Hymne IV; 1819)
- D 669 Beim Winde / На ветру ['Es traümen die Wolken'] (1819)
- D 670 Die Sternennächte / Звездные ночи ['In monderhellten Nächten'], op. posth. 165 № 2 (1819, 2 редакции)
- D 671 Trost / Утешение ['Hörnerklänge rufen klangend'] (1819)
- D 672 Nachtstück / Ноктюрн ['Wenn über Berge sich der Nebel breitet'], op. 36 № 2 (1819, 2 редакции)
- D 673 Die Liebende schreibt / Любимая пишет ['Ein Blick von deinen Augen'], op. posth. 165 № 1 (1819, 1-я ред.)
- D 677 Strophe aus ‘Die Götter Griechenlands’ / Боги Греции ['Schöne Welt, wo bist du?'] (1819, 2 редакции)
- D 684 Die Sterne / Звезды ['Du staunest, o Mensch'] (1820)
- D 685 Morgenlied / Утренняя песня ['Eh’ die Sonne früh aufersteht'], op. 4 № 2 (1820)
- D 686 Frühlingsglaube / Упование на весну ['Die linden Lüfte sind erwacht'], op. 20 № 2 (1820, 3 редакции)
- D 687 Nachthymne / Ночной гимн ['Hinüber wall’ ich'] (1820)
- D 690 Abendröte / Вечерняя заря ['Tiefer sinket schon die Sonne'] (1823)
- D 691 Die Vögel / Птицы ['Wie lieblich und fröhlich'], op. posth. 172 No. 6 (1820)
- D 692 Der Knabe / Дитя ['Wenn ich nur ein Vöglein wäre'] (1820)
- D 693 Der Fluß / Река ['Wie rein Gesang sich windet'] (1820)
- D 694 Der Schiffer / Лодочник ['Friedlich lieg’ ich hingegossen'] (1820)
- D 695 Namenstagslied / Песня на именины ['Vater, schenk’ mir diese Stunde'] (1820?)
- D 698 Des Fräuleins Liebeslauschen ['Hier unten steht ein Ritter'] (1820)
- D 699 Der entsühnte Orest / Очищение Ореста ['Zu meinen Füßen brichst du dich'] (1820)
- D 700 Freiwilliges Versinken / Добровольное погружение ['Wohin? o Helios!'] (1820)
- D 702 Der Jüngling auf dem Hügel / Юноша на холме ['Ein Jüngling auf dem Hügel'], op. 8 № 1 (1820)
- D 707 Der zürnenden Diana / Разгневанной Диане ['Ja, spanne nur den Bogen'], op. 36 № 1 (1820, 2-я ред.)
- D 708 Im Walde / В лесу ['Windes Rauschen, Gottes Flügel'] (= Waldesnacht; 1820)
- D 711 Lob der Tränen / Похвала слезам ['Laue Lüfte, Blumendüfte'], op. 13 № 2 (1818?, 2 редакции)
- D 712 Die gefangenen Sänger / Пленённые певцы ['Hörst du von den Nachtigallen'] (1821)
- D 713 Der Unglückliche / Несчастный ['Die Nacht bricht an'], op. 87 № 1 (1821, 2 редакции)
- D 715 Versunken / Утопаю (в волосах) ['Voll Locken kraus ein Haupt so rund'] (1821, 2 редакции)
- D 717 Suleika II / Зулейка II ['Ach um deine feuchten Schwingen'], op. 31 (1821)
- D 719 Geheimes / Тайное ['Über meines Liebchens Äugeln'], op. 14 № 2 (1821)
- D 720 Suleika I / Зулейка I ['Was bedeutet die Bewegung?'], op. 14 № 1 (1821, 2 редакции)
- D 724 Die Nachtigall / Соловей, для мужского вокального квартета и фортепиано (1821)
- D 726 Mignon (I) / Песня Миньоны (I) ['Heiß mich nicht reden, heiß mich schweigen' / Не спрашивай, не вызывай признанья! (А. Н. Струговщиков)[12]] (1821)
- D 727 Mignon (II) / Песня Миньоны (II) ['So laßt mich scheinen, bis ich werde' / Я покрасуюсь в платье белом (Б. Пастернак)] (1821)
- D 731 Der Blumen Schmerz / Страдания цветов ['Wie tönt es mir so schaurig'], op. posth. 173 № 4 (1821)
- D 732 Номера из оперы "Альфонсо и Эстрелла" (1821–1822), в редакции для голоса с фортепиано

8. Ария "Doch im Getümmel der Schlacht"
13. Ария" Wenn ich dich, Holde, sehe"
- D 736 Ihr Grab / Ее могила ['Dort ist ihr Grab'] (1822?)
- D 737 An die Leier / К лире ['Ich will von Atreus Söhnen'], op. 56 № 2 (1822-23)
- D 738 Im Haine ['Sonnenstrahlen durch die Tannen'], op. 56 № 3 (1822-23)
- D 741 Sei mir gegrüßt ['O du Entriß’ne mir'], op. 20 № 1 (1821–22)
- D 744 Schwanengesang / Лебединая песня ['Wie klag’ ich’s aus das Sterbegefühl'], op. 23 № 3 (1822?)
- D 742 Der Wachtelschlag / Крик перепела ['Ach! mir schallt’s dorten so lieblich hervor'], op. 68 (pub. 1822)
- D 745 Die Rose / Роза ['Es lockte schöne Wärme'], op. 73 (1822, 2 редакции)
- D 746 Am See / На озере ['In des Sees Wogenspiele'] (1822-23)
- D 747 Geist der Liebe / Дух любви ['Der Abend schleiert Flur'], для мужского вокального квартета и фортепиано (1822)
- D 749 Herrn Josef Spaun, Assessor in Linz ['Und nimmer schreibst du?'] (1822)
- D 751 Die Liebe hat gelogen / Любовь солгала ['Die Liebe hat gelogen'], op. 23 № 1 (1822)
- D 752 Nachtviolen / Ночные фиалки ['Nachtviolen, Nachtviolen'] (1822)
- D 753 Heliopolis (I) / Гелиополь (I) ['Im kalten, rauhen Norden ist Kunde mir geworden'], op. 65 № 3 (= Aus Heliopolis I = Im Hochgebirge; 1822)
- D 756 Du liebst mich nicht / Ты меня не любишь ['Mein Herz ist zerrissen'], op. 59 № 1  (1822, 2 редакции)
- D 758 Todesmusik / Музыка смерти ['In des Todes Feierstunde'], op. 108 № 2 (1822, 2 редакции)
- D 761 Schatzgräbers Begehr ['In tiefster Erde ruht ein alt Gesetz'], op. 23 № 4 (1822, 2 редакции)
- D 762 Schwestergruß / Сестринский привет ['Im Mondenschein’ wall’ ich auf und ab'] (1822)
- D 764 Der Musensohn / Сын муз ['Durch Feld und Wald zu schweifen'], op. 92 № 1 (1822, 2 редакции)
- D 765 An die Entfernte / К далекой возлюбленной ['So hab’ ich wirklich dich verloren?'] (1822)
- D 766 Am Flusse / У реки ['Verfließest, vielgeliebte Lieder'] (1822)
- D 767 Willkommen und Abschied / Здравствуй и прощай ['Es schlug mein Herz'] (1822, 1-я ред.)
- D 768 Wandrers Nachtlied / Ночная песня странника ['Über allen Gipfeln ist Ruh'], op. 96 № 3 (1824)
- D 770 Drang in die Ferne / Жажда путешествий ['Vater, du glaubst es nicht'], op. 71 (1823)
- D 771 Der Zwerg / Карлик ['Im trüben Licht verschwinden schon die Berge'], op. 22 № 1 (1822?)
- D 772 Wehmut ['Wenn ich durch Wald und Fluren geh’ '], op. 22 № 2 (1822-23)
- D 774 Auf dem Wasser zu singen / Петь на водах. Баркарола ['Mitten im Schimmer der spiegelnden Wellen'], op. 72 (1823)
- D 775 Daß sie hier gewesen ['Daß der Ostwind Düfte hauchet'], op. 59 № 2 (1823?)
- D 776 Du bist die Ruh / Ты мой покой ['Du bist die Ruh, der Friede mild'], op. 59 № 3 (1823)
- D 777 Lachen und Weinen / Смех и слезы ['Lachen und Weinen zu jeglicher Stunde'], op. 59 № 4 (1823)
- D 786 Viola ['Schneeglöcklein, o Schneeglöcklein'], op. posth. 123 (1823)
- D 788 Lied / Песня ['Des Lebens Tag ist schwer und schwül'] (= Die Mutter Erde / Мать-земля ; 1823)
- D 789 Pilgerweise / Напев паломника ['Ich bin ein Waller auf der Erde'] (1823)
- D 792 Vergißmeinnicht / Незабудка ['Als der Frühling'] (1823)
- D 793 Das Geheimnis / Тайна ['Sie konnte mir kein Wörtchen sagen'], op. posth. 173 № 2 (1823)
- D 794 Der Pilgrim / Паломник ['Noch in meines Lebens Lenze'], op. 37 № 1 (1823, 2 редакции)
- D 799 Im Abendrot / На вечерней заре ['Oh, wie schön ist deine Welt'] (1824-25, 2 редакции)
- D 800 Der Einsame / Одинокий ['Wenn meine Grillen schwirren'], op. 41 (1825)
- D 806 Abendstern / Вечерняя звезда ['Was weilst du einsam an dem Himmel'] (1824)
- D 807 Auflösung ['Verbirg dich, Sonne'] (1824)
- D 808 Gondelfahrer / Гондольер ['Es tanzen Mond und Sterne'] (1824)
- D 827 Nacht und Träume / Ночь и сны ['Heil’ge Nacht, du sinkest nieder!'], op. 43 № 2  (1823, 2 редакции)
- D 828 Die junge Nonne / Молодая монахиня ['Wie braust durch die Wipfel'], op. 43 № 1 (1825)
- D 829 Мелодрама "Leb’ wohl du schöne Erde ['Leb’ wohl du schöne Erde'] для чтеца и фортепиано (= Abschied von der Erde", 1826)
- D 830 Lied der Anne Lyle ['Wärst du bei mir im Lebenstal'], op. 85 № 1 (1825?)
- D 831 Gesang der Norna / Песня Норны ['Mich führt mein Weg wohl meilenlang'], op. 85 № 2 (1825)
- D 832 Des Sängers Habe ['Schlagt mein ganzes Glück in Splitter'] (1825)
- D 833 Der blinde Knabe / Слепой мальчик ['O sagt, ihr Lieben, mir einmal'], op. posth. 101 № 2 (1825, 2 редакции)
- D 834 Im Walde / В лесу ['Ich wandre über Berg und Tal'] (1825, 2 редакции)
- D 837 Ellens Gesang I / Первая песня Эллен ['Raste, Krieger, Krieg ist aus'], op. 52 № 1 (1825)
- D 838 Ellens Gesang II / Вторая песня Эллен  ['Jäger, ruhe von der Jagd!'], op. 52 № 2 (1825)
- D 839 Ellens Gesang III (Ave Maria) / Третья песня Эллен, op. 52 № 6 (1825)
- D 842 Totengräbers Heimwehe / Тоска могильщика по родине ['O Menschheit, o Leben, was soll’s?'] (1825)
- D 843 Lied des gefangenen Jägers / Песня пленённого охотника ['Mein Roß so müd'], op. 52 № 7 (1825)
- D 846 Normans Gesang / Песня Нормана ['Die Nacht bricht bald herein'], op. 52 № 5 (1825)
- D 851 Das Heimweh / Тоска по родине ['Ach, der Gebirgssohn'], op. 79 № 1 (1825, 2 редакции)
- D 852 Die Allmacht ['Groß ist Jehovah, der Herr'], op. 79 № 2  (1825, 2 редакции)
- D 853 Auf der Bruck ['Frisch trabe sonder Ruh’ und Rast'], op. 93 № 2  (1825, 2 редакции)
- D 854 Fülle der Liebe / Полнота любви ['Ein sehnend Streben teilt mir das Herz'] (1825)
- D 855 Wiedersehn ['Der Frühlingssonne holdes Lächeln'] (1825)
- D 856 Abendlied für die Entfernte ['Hinaus mein Blick, hinaus ins Tal'], op. 88 № 1 (1825)
- D 860 An mein Herz / К моему сердцу ['O Herz, sei endlich stille'] (1825)
- D 861 Der liebliche Stern / Милая звезда ['Ihr Sternlein, still in der Höhe'] (1825)
- D 862 Um Mitternacht / В полночь ['Keine Stimme hör’ ich schallen'] (1825-26, 2 редакции)
- D 865 Widerspruch ['Wenn ich durch Busch und Zweig'], op. 105 № 1 (1828, 2-я ред.)
- D 867 Wiegenlied / Колыбельная ['Wie sich der Äuglein kindlicher Himmel'], op. 105 № 2 (1826-27)
- D 869 Totengräber-Weise / Напев могильщика ['Nicht so düster und so bleich'] (1826)
- D 870 Der Wanderer an den Mond / Скиталец к Луне / Обращение странника к Луне ['Ich auf der Erd’, am Himmel du'], op. 80 № 1 (1826)
- D 871 Das Zügenglöcklein ['Kling die Nacht durch, klinge'], op. 80 № 2 (1826, 2 редакции)
- D 876 Im Jänner 1817 / В январе 1817 ['Ich bin von aller Ruh’ geschieden'] (= Tiefes Leid; 1826)
- D 878 Am Fenster / У окна ['Ihr lieben Mauern hold und traut'], op. 105 № 3 (1826)
- D 879 Sehnsucht / Томление ['Die Scheibe friert, der Wind ist rauh'], op. 105 № 4 (1826)
- D 880 Im Freien ['Draußen in der weiten Nacht'], op. 80 № 3 (1826)
- D 881 Fischerweise / Напев рыбака ['Den Fischer fechten Sorgen und Gram und Leid nicht an'], op. 96 № 4 (1826, 2 редакции)
- D 882 Im Frühling / Весной ['Still sitz’ ich an des Hügels Hang'], op. posth. 101 № 1 (1826, 2 редакции)
- D 883 Lebensmut ['O wie dringt das junge Leben'] (1826)
- D 884 Über Wildemann ['Die Winde sausen am Tannenhang'], op. 108 № 1 (1826)
- D 888 Trinklied / Застольная песня ['Bacchus, feister Fürst des Weins'] (1826)
- D 889 Ständchen / Серенада ['Horch, horch! die Lerch im Ätherblau'] (1826)
- D 890 Hippolits Lied / Песня Ипполита ['Laßt mich, ob ich auch still verglüh'] (1826)
- D 891 Gesang / Песня ['Was ist Sylvia?'], op. 106 № 4 (1826)
- D 892 Nachthelle / Ночь светла (Seidl), для тенора, мужского хора и фортепиано
- D 903 Zur guten Nacht, для мужского вокального квинтета и фортепиано (Rochlitz)
- D 904 Alinde / Алинда ['Die Sonne sinkt in’s tiefe Meer'], op. 81 № 1 (1827)
- D 905 An die Laute / К лютне ['Leiser, leiser, kleine Laute'], op. 81 № 2 (1827)
- D 906 Der Vater mit dem Kind / Отец с ребенком ['Dem Vater liegt das kind in Arm'] (1827)
- D 907 Romanze des Richard Löwenherz / Романс Ричарда Львиное Сердце ['Großer Taten tat der Ritter'] (1826?, 2 редакции)
- D 909 Jägers Liebeslied / Любовная песня охотника ['Ich schieß’ den Hirsch im grünen Forst'], op. 96 № 2 (1827)
- D 910 Schiffers Scheidelied ['Die Wogen am Gestade schwellen'] (1827)
- D 917 Das Lied im Grünen ['Ins Grüne, ins Grüne, da lockt uns der Frühling'], op. posth. 115 № 1 (1827)
- D 919 Frühlingslied / Весенняя песня ['Geöffnet sind des Winters Riegel'] (1827?)
- D 920 Ständchen (Zögernd leise...) / Серенада для женского голоса, мужского вокального ансамбля и фортепиано (Грильпарцер; 1827)
- D 922 Heimliches Lieben / Тайная любовь ['O du, wenn deine Lippen mich berühren'], op. 106 № 1 (1827, 2 редакции)
- D 923 Eine altschottische Ballade / Старошотландская баллада ['Dein Schwert, wie ist’s von Blut so rot'], op. posth. 165 № 5 (= Edward; 1827; 3 редакции)
- D 926 Das Weinen ['Gar tröstlich kommt geronnen'], op. 106 № 2 (1827–1828)
- D 927 Vor meiner Wiege / Перед моей колыбелью ['Das also, das ist der enge Schrein'], op. 106 № 3  (1827–28)
- D 931 Der Wallensteiner Lanzknecht beim Trunk / Ландскнехт Валленштейна во время пирушки ['He! schenket mir im Helme ein!'] (1827)
- D 932 Der Kreuzzug / Крестовый поход ['Ein Münich steht in seiner Zell'] (1827)
- D 933 Des Fischers Liebesglück ['Dort blinket durch Weiden'] (1827)
- D 938 Der Winterabend / Зимний вечер ['Es ist so still, so heimlich um mich'] (1828)
- D 939 Die Sterne / Звезды ['Wie blitzen die Sterne so hell durch die Nacht'], op. 96 № 1 (1828)
- D 945 Herbst / Осень ['Es rauschen die Winde so herbstlich und kalt'] (1828)
- D 955 Glaube, Hoffnung und Liebe / Вера, надежда, любовь ['Glaube, hoffe, liebe!'], op. 97 (1828)
- D 965A (ранее D 957:14) Die Taubenpost / Голубиная почта ['Ich hab’ eine Brieftaub in meinem Sold'] (1828)
- D 990 Der Graf von Habsburg / Граф фон Габсбург ['Zu Aachen in seiner Kaiserpracht'] (дата создания неизв.)
- D 990A Kaiser Maximilian auf der Martinswand ['Hinauf! hinauf! in Sprung und Lauf'] (дата создания неизв.)
- D 990C (ранее D 868) Das Echo / Эхо ['Herzliebe gute Mutter'], op. posth. 130 (1828?)

## Прочие сочинения
- Песня духов над водами (Gesang der Geister über den Wassern), для 4 теноров, 4 басов, 2 альтов, 2 виолончелей и контрабаса. 4-я редакция, D 714

## Утраченные и неоконченные сочинения

### Для музыкального театра
- Der Spiegelritter, D 11. Зингшпишь для 5 сопрано, 3 теноров, 4 басов, хора и оркестра (1811?, музыка сохранилась во фрагментах)
- Адраст, D 137. Зингшпиль для сопрано, тенора, баса, мужского хора и оркестра (1817; не окончен)
- Клодина фон Вилла Белла (Claudine von Villa Bella), D 239. Зингшпиль для 2 сопрано, 2 теноров, 2 басов, хора и оркестра (1815; не окончен). Сохранились:

1. Das hast du wohl bereitet (вступление)
2. Fröhlicher, seliger, herrlicher Tag (ансамбль)
3. Hin und wieder fliegen die Pfeile (ариетта)
4. Alle Freuden, alle Gaben, die mir heut’ gehuldigt haben (ария)
5. Es erhebt sich eine Stimme (ария)
6. Liebe schwärmt auf allen Wegen (ариетта; также в редакции для голоса с фортепиано)
7. Mit Mädchen sich vertragen (песня разбойника)
8. Deinem Willen nachzugeben (Финал I акта)
9. Liebliches Kind, kannst du mir sagen (ариетта)
10. Mich unfangt ein banger Schauer (дуэт)

- Die Bürgschaft, D 435. Опера на либретто одноимённой баллады Ф. Шиллера (1816; не окончена)
- Шакунтала (Sakuntala), D 701. Опера на либретта И. Ф. Ноймана (1820; не окончена)
- Граф фон Гляйхен (Der Graf von Gleichen), D 918. Опера на либретто Э. Бауэрнфельда (1827; не окончена)
- София (Sophie), D 982. Сохранились эскизы трёх номеров

### Для голоса с фортепиано
- D 1A Gesang in c ['?'] для баса с фортепиано (фрагмент, до 1810)
- D 2B 	Симфония D-dur (1811?; фрагменты; ср. D 997)
- D 15 Der Geistertanz ['Die bretterne Kammer der Toten erbebt'] для голоса с фортепиано (фрагмент, ок. 1812)
- D 15A Der Geistertanz ['Die bretterne Kammer der Toten erbebt'] для голоса с фортепиано (фрагмент, ок. 1812)
- D 39 Lebenstraum ['Ich saß an einer Tempelhalle'] для голоса с фортепиано (эскиз, 1810?)
- D 42 Ария "Misero pargoletto" для сопрано и фортепиано (фрагменты, 1813?)
- D 144 Romanze ['In der Väter Hallen ruhte'] для голоса с фортепиано (эскиз; 1816)
- D 164 Liebesrausch ['Glanz des Guten und des Schönen strahlt mir dein hohes Bild'] для голоса с фортепиано (фрагмент, 1815)
- D 172 Der Morgenstern ['Stern der Liebe, Glanzgebilde!'] для голоса с фортепиано (1815; эскиз)
- D 177A Am ersten Mai ['Ich ging mit ihr im Freien'] для голоса с фортепиано (до 1821, утрачено)
- D 201 Auf den Tod einer Nachtigall ['Sie ist dahin, die Maienlieder tönte'] для голоса с фортепиано (1815; эскиз)
- D 204A Das Traumbild ['?'] для голоса с фортепиано (1815, утрачено)
- D 311 An den Mond ['?'] для голоса с фортепиано (1815?, эскиз без текста)
- D 327 Lorma ['Lorma saß in der Halle von Aldo'] для голоса с фортепиано (фрагмент, 1815)
- D 329 Die drei Sänger ['Der König saß beim frohen Mahle'] для голоса с фортепиано (фрагмент, 1815)
- D 363 An Chloen ['Die Munterkeit ist meinen Wangen'] для голоса с фортепиано (фрагмент, 1816)
- D 376 Lorma ['Lorma saß in der Halle von Aldo'] для голоса с фортепиано (фрагмент, 1816)
- D 396 Gruppe aus dem Tartarus ['Horch, wie Murmeln des empörten Meeres'] для голоса с фортепиано (фрагмент; 1816)
- D 416 Lied in der Abwesenheit ['Ach, mir ist das Herz so schwer'] для голоса с фортепиано (фрагмент; 1816)
- D 457 An die untergehende Sonne ['Sonne, du sinkst'], op. 44 (эскиз; 1816)
- D 467 Pflicht und Liebe / Долг и любовь ['Du, der ewig um mich trauert'] для голоса с фортепиано (фрагмент; 1816)
- D 469 Mignon / Миньона ['So laßt mich scheinen, bis ich werde' / Я покрасуюсь в платье белом (Б. Пастернак)] для голоса с фортепиано (фрагменты; 1816)
- D 484 Gesang der Geister über den Wassern / Песня духов над водами ['Des Menschen Seele gleicht dem Wasser'] для голоса с фортепиано (фрагмент, 1816)
- D 513A Nur wer die Liebe kennt ['Nur wer die Liebe kennt'] для голоса с фортепиано (эскиз, 1817?)
- D 532 Das Lied vom Reifen ['Seht meine lieben Bäume an'] для голоса с фортепиано (фрагмент, 1817)
- D 549 Mahomets Gesang ['Seht den Felsenquell'] для голоса с фортепиано (фрагмент, 1817)
- D 555 Liedentwurf in a, для голоса с фортепиано (1817?, эскиз без текста)
- D 564 Gretchen im Zwinger ['Ach neige, du Schmerzensreiche'] для голоса с фортепиано (= Gretchens Bitte, фрагмент, 1817)
- D 577 Entzückung an Laura ['Laura, Laura, über diese Welt'] для голоса с фортепиано (1817; 2 эскиза)
- D 596 Lied eines Kindes ['Lauter Freude fühl’ ich'] для голоса с фортепиано (фрагмент; 1817)
- D 645 Abend ['Wie ist es denn, daß trüb und schwer'] для голоса с фортепиано (эскиз; 1819)
- D 663, 	Псалом 13 ['Ach Herr, wie lange willst du mein so ganz vergessen?'] для голоса с фортепиано (фрагмент; 1819)
- D 682 Über allen Zauber Liebe ['Sie hüpfte mit mir auf grünem Plan'] для голоса с фортепиано (фрагмент; 1820, 1824)
- D 721 Mahomets Gesang / Песня Магомета ['Seht den Felsenquell'] для баса с фортепиано (фрагмент, 1821)
- D 728 Johanna Sebus ['Der Damm zerreißt'] для голоса с фортепиано (фрагмент, 1821)
- D 729 Симфония № 7 E-dur (1821; фрагменты)
- D 863 An Gott ['Kein Auge hat dein Angesicht geschaut'] для голоса с фортепиано (1827 или раньше, утрачено)
- D 864 Das Totenhemdchen ['Starb das Kindlein'] для голоса с фортепиано (после 1824, утрачено)
- D 874 O Quell, was strömst du rasch und wild ['O Quell, was strömst du rasch und wild'] для голоса с фортепиано (эскиз, 1826?)
- D 896 Fröhliches Scheiden ['Gar fröhlich kann ich scheiden'] для голоса с фортепиано (эскиз, 1827–28)
- D 896A Sie in jedem Liede ['Nehm ich die Harfe'] для голоса с фортепиано (эскиз, 1827–28)
- D 896B Wolke und Quelle ['Auf meinen heimischen Bergen'] для голоса с фортепиано (эскиз, 1827–28)
- D 916A Песня для голоса с фортепиано "Liedentwurf in C" (1827?, эскиз без текста)
- D 936A Симфония № 10 D-dur (1828?; фрагменты в клавире)
- D 937 Lebensmut ['Fröhlicher Lebensmut braust in dem raschen Blut'] для голоса с фортепиано (фрагмент, 1828?)
- D 990B (ранее D 582) Augenblicke im Elysium ['Vor der in Ehrfurcht all mein Wesen kniet'] для голоса с фортепиано (дата созд. неизв., утрачено)
- D 990D Die Schiffende ['Sie wankt dahin; die Abendwinde spielen'] для голоса с фортепиано (1815?, утрачено)
- D 990E Ария "L'incanto degli occhi" ('Da voi, cari lumi') для сопрано и фортепиано (фрагмент, 1816?)
- D 990F Ария (Серенада) "Ombre amene for soprano and piano для сопрано и фортепиано (фрагмет, 1816?)
- D deest ? ['?'] improvised for a play для голоса с фортепиано (1815?, утрачено)
- D deest ? ['?'] in C major для голоса с фортепиано (фрагмент, 1816)
- D deest Winterlied ['Das Glas gefüllt!'] для голоса с фортепиано, Winterabend (после 1820)
- D deest ? ['?'] для голоса с фортепиано (ca. 1827, утрачено)

### Для фортепиано соло
- D 154 Соната E-dur (1815, фрагмент)
- D 157 Соната E-dur (1815, фрагмент)
- D 279 Соната C-dur, D 279 (1815, фрагмент)
- D 346 Allegretto C-dur (1816?, фрагмент)
- D 459 Соната E-dur (1816; 2 части)
- D 566 Соната e-moll, D 566 (1817; 3 части)
- D 571 Соната fis-moll, (1817; фрагмент)
- D 613 Соната C-dur (1818; фрагмент)
- D 625 Соната f-moll (1818; фрагмент)
- D 655 Соната cis-moll, (1819; фрагмент)
- D 769A Соната e-moll (1823?, фрагмент)
- D 840 Соната C-dur (1825; фрагмент)
- D Anh. I,8 Соната F-dur (1815; утрачена)
- D Anh. I,9 Соната F-dur (1816; утрачена)
- D deest Соната Cis-dur (1825?; утрачена)

### Для других составов
- D 615 Симфония D-dur (1818; фрагменты в клавире)
- D 708A Симфония D-dur (после 1820; фрагменты)